# Naurstad
Naurstad est une localité du comté de Nordland, en Norvège.

## Géographie
Administrativement, Naurstad fait partie de la kommune de Bodø.